# Francisco Morales Vivas
Francisco Morales Vivas (31 de agosto de 1971) es un deportista argentino que compitió en judo. Ganó dos medallas en los Juegos Panamericanos en los años 1991 y 1995, y dos medallas en el Campeonato Panamericano de Judo en los años 1992 y 1994.
Participó en dos Juegos Olímpicos de Verano en los años 1992 y 1996, su mejor actuación fue un noveno puesto logrado en Barcelona 1992 en la categoría de –65 kg.

## Palmarés internacional
| Juegos Panamericanos    | Juegos Panamericanos      | Juegos Panamericanos | Juegos Panamericanos |
| Año                     | Lugar                     | Medalla              | Categoría            |
| ----------------------- | ------------------------- | -------------------- | -------------------- |
| 1991                    | La Habana (Cuba)          | Medalla de oro       | –65 kg               |
| 1995                    | Mar del Plata (Argentina) | Medalla de plata     | –65 kg               |
| Campeonato Panamericano |                           |                      |                      |
| Año                     | Lugar                     | Medalla              | Categoría            |
| 1992                    | Hamilton (Canadá)         | Medalla de bronce    | –65 kg               |
| 1994                    | Santiago de Chile (Chile) | Medalla de bronce    | –65 kg               |